# 悪魔と悪魔のおばあさん
『悪魔と悪魔のおばあさん』(Der Teufel und seine Großmutter, KHM 125)は、『グリム童話』に収録されている作品である。

## あらすじ
昔、大きな戦争があり、たくさんの兵隊が駆り出された。ところが給料は少なかった。あるとき、三人の兵が脱走を図り、大きな麦畑に逃げ込んだ。ところが周りに軍隊がいて、逃げようにも逃げられない。その時、空から大きな火の竜が飛んできて、三人を助け出した。
この火の竜は悪魔であった。悪魔はお金がいくらでも出る鞭をくれたが、七年たったら三人は悪魔のものになる、ただしその時に出すなぞなぞに答えられたら見逃すと告げられる。
七年はすぐに過ぎた。困っているとおばあさんがやってきて三人は相談をする。すると森の中の小屋を訪ねるといいと告げられ、一人がそこへ行く。そこには悪魔のおばあさんがいた。顛末を話すと、穴倉に隠れるように言い、会話の中でなぞなぞを聞き出すからよく覚えておくようにと言った。
その後竜が小屋に帰ってきた。そして聞き出した謎の内容は地獄での食事が尾長猿の牝であること、匙が鯨のあばら骨であること、コップが馬の足首であることであった。
その後三人はなぞなぞに答え、悪魔は去り、三人は楽しく暮らした。